# Le Lorrain
Le Lorrain – miasto na Martynice (departament zamorski Francji). Według danych szacunkowych na rok 2008 liczy 8 357 mieszkańców..